# Jürgen Fabich
Jürgen Fabich (* 22. September 1956; † 24. Februar 2010) war ein deutscher Verleger.
Fabich gründete den Classic Verlag in Hadamar. Zugleich war er von 2001 bis zu seinem Tod Gründer und Chefredakteur der Zeitschrift British Classic Cars (heute British Classics), die bei zweimonatlicher Erscheinungsweise in neun europäischen Ländern vertrieben wurde.
Jürgen Fabich war verheiratet.